# Maronea
Maronea A. Massal. (krociec) – rodzaj grzybów z rodziny  Fuscideaceae. Ze względu na współżycie z glonami zaliczany jest do grupy porostów. W Polsce występuje jeden gatunek.

## Systematyka i nazewnictwo
Pozycja w klasyfikacji według Index Fungorum: Fuscideaceae, Incertae sedis, Lecanoromycetidae, Lecanoromycetes, Pezizomycotina, Ascomycota, Fungi.
Synonimy nazwy naukowej: Maroneomyces Cif. & Tomas.
Nazwa polska według opracowania W. Fałtynowicza.

## Niektóre gatunki
- Maronea berica A. Massal. 1856
- Maronea constans (Nyl.) Hepp 1860 – krociec stały

Nazwy naukowe na podstawie Index Fungorum. Uwzględniono tylko taksony zweryfikowane. Nazwy polskie według checklist W. Fałtynowicza.